# Peremojne, Vasîlivka
Peremojne (în ucraineană Переможне) este un sat în comuna Șîroke din raionul Vasîlivka, regiunea Zaporijjea, Ucraina.

## Demografie
Componența lingvistică a localității Peremojne
     Ucraineană (89,95%)
     Rusă (10,05%)
Conform recensământului din 2001, majoritatea populației localității Peremojne era vorbitoare de ucraineană (89,95%), existând în minoritate și vorbitori de rusă (10,05%).